# تطبيع العلاقات بين الدول العربية وإسرائيل
تطبيع العلاقات (بالإنجليزية الأمريكية: normalization) من يُطبّع؛ أي يُسوّي (normalize)، وتطبيع العلاقات مصطلح سياسي يشير إلى «جعل العلاقات طبيعية» بعد فترة من التوتر أو القطيعة لأي سبب كان، حيث تعود العلاقة طبيعية وكأن لم يكن هناك خلاف أو قطيعة سابقة. أما التطبيع في علم الاجتماع أو التطبيع الاجتماعي؛ فهي العملية التي يتم من خلالها اعتبار الأفكار والسلوكيات التي قد تقع خارج الأعراف الاجتماعية على أنها «طبيعية».

## التطبيع العربي الإسرائيلي
يشير إلى جهود ومعاهدات السلام بين جامعة الدول العربية وإسرائيل لإنهاء الصراع العربي الإسرائيلي. منذ سبعينيات القرن الماضي، بُذلت جهود موازية لإيجاد شروط يمكن على أساسها الاتفاق على السلام في الصراع العربي الإسرائيلي، وكذلك الصراع الإسرائيلي الفلسطيني على وجه التحديد. على مر السنين، وقَعت العديد من دول الجامعة العربية معاهدات سلام وتطبيع مع إسرائيل بدءاً بمعاهدة السلام المصرية الإسرائيلية (1979). وعلى الرغم من الفشل في تنفيذ اتفاقيات السلام الإسرائيلية اللبنانية (1983) فقد استمرت المزيد من المعاهدات مع عملية السلام الإسرائيلية الفلسطينية (1991 حتى الآن)، ومعاهدة السلام الأردنية الإسرائيلية (1994)، واتفاقيات أبراهام التي تطبع العلاقات بين إسرائيل والإمارات العربية المتحدة والبحرين (2020)، واتفاقية التطبيع بين إسرائيل والسودان (2020)، واتفاقية التطبيع بين إسرائيل والمغرب (2020). علاوة على ذلك، أقام العديد من أعضاء جامعة الدول العربية علاقات شبه رسمية مع إسرائيل بما في ذلك سلطنة عُمان والمملكة العربية السعودية.

## السلام المصري الإسرائيلي منذ 1977م
تم توقيع معاهدة السلام بين مصر وإسرائيل بعد 16 شهرًا تقريبا من زيارة الرئيس المصري أنور السادات لفلسطين المحتلة عام 1977، كانت السمات الرئيسية للمعاهدة هي الاعتراف المتبادل، ووقف حالة الحرب التي كانت قائمة منذ الحرب العربية الإسرائيلية عام 1948، و سحب إسرائيل لقواتها المسلحة والمدنيين من شبه جزيرة سيناء التي احتلها إسرائيل. خلال حرب 1967 وافقت مصر على ترك شبه جزيرة سيناء منزوعة السلاح، كما نصت الاتفاقية على حرية مرور سفن إسرائيل عبر قناة السويس والاعتراف بمضيق تيران وخليج العقبة كممرات مائية دولية، كما دعا الاتفاق إلى إنهاء الحكم العسكري الإسرائيلي على الأراضي التي تحتلها إسرائيل، وإقامة حكم ذاتي كامل للسكان الفلسطينيين في المناطق، وهي شروط لم تطبق ولكنها أصبحت أساس اتفاقيات أوسلو. حيث جعل هذا الاتفاق من مصر على وجه الخصوص أول دولة عربية تعترف رسميًا بإسرائيل. دخل السلام بين إسرائيل ومصر حيز التنفيذ في كانون الثاني (يناير) 198. وتم تبادل السفراء في شباط / فبراير وإلغاء قوانين المقاطعة من قبل البرلمان المصري في نفس الشهر، وبدأت بعض التجارة في التطور، وإن كان ذلك أقل مما كانت تأمله إسرائيل. في مارس 1980 تم افتتاح رحلات طيران منتظمة كما بدأت مصر أيضًا بتزويد إسرائيل بالنفط الخام. في حين جلبت السنة الوحيدة للرئيس المصري محمد مرسي في السلطة من 2012 إلى 2013 المزيد من التغييرات في العلاقات بين إسرائيل ومصر مقارنة بسنوات عديدة من حكم أسلافه، الرؤساء مبارك والسادات وناصر. شملت هذه التغييرات المواقف تجاه إسرائيل؛ عملية السلام الفلسطينية وشبه جزيرة سيناء. تقدم هذه الفواصل الزمنية والمواضيعية فترة فاصلة بين العرش تظهر الاتجاهات والأنماط المتطورة التي كان من الممكن أن تكون مدمرة لإسرائيل لو ظل الرئيس محمد مرسي والإخوان المسلمون في السلطة. قبل مرسي ومنذ 1977-1979 عملية السلام في كامب ديفيد، عملت إسرائيل بشكل جيد مع مصر عندما كان الجيش والنخب السياسية واحدًا واحدًا خلال رئاسة مرسي، في حين انه كان هناك خلاف بين النخب المصرية والعسكرية والسياسية. واصلت إسرائيل الحفاظ على علاقات جيدة مع النخب العسكرية، على الرغم من تدهور العلاقات مع النخب السياسية في مصر. كانت النخب السياسية في جماعة الإخوان المسلمين تميل إلى التحالفات مع حماس وطهران والأصوليين الإسلاميين الذين يعارضون جميعًا وجود إسرائيل. منذ سقوط الرئيس مرسي من الحكم وعودة التقارب بين النخب العسكرية والسياسية تحسنت علاقات إسرائيل مع مصر.

## التطبيع اللبناني الإسرائيلي منذ 1983م
شهدت العلاقات بين إسرائيل ولبنان تقلبات صعودًا وهبوطًا منذ تأسيسها في الأربعينيات. لقد لعب لبنان دورًا رسميًا في حرب عام 1948 بين العرب وإسرائيل ضد إسرائيل، لكن لبنان كان أول دولة عربية تشير إلى رغبة في معاهدة هدنة مع إسرائيل في عام 1949. ولم يشارك لبنان في حرب 1967 ولا حرب أكتوبر في عام 1973 بأي شكل من الأشكال، وحتى أوائل السبعينيات كانت حدود لبنان مع إسرائيل هي أهدأ الحدود بين إسرائيل وأي من الدول العربية المجاورة الأخرى. الفترة الأكثر اضطرابا في العلاقات الثنائية كانت السبعينيات والثمانينيات، إبان الحرب الأهلية اللبنانية. خلال المراحل الأولى من الحرب، تحالفت إسرائيل مع الميليشيات اللبنانية المسيحية الرئيسية التي قادت الحكومة اللبنانية في أوائل الثمانينيات. وتوصلت البلدان فعلياً إلى تطبيع للعلاقات مع اتفاقية 17 أيار (مايو) التي توسطت فيها الولايات المتحدة في عام 1983، لكنها ألغتها لبنان بعد استيلاء الميليشيات الدرزية والشيعية على السلطة في أوائل عام 1984، خليفة جيش لبنان الجنوبي.
أضاءت قاعة مدينة تل أبيب (تل الربيع) بألوان العلم اللبناني بعد انفجار بيروت 2020، أما تطبيق القانون الإسرائيلي فهو يعامل لبنان على أنه «دولة معادية». يُمنع المواطنون الإسرائيليون أو أي شخص آخر يحمل أي جواز سفر يحمل أختامًا أو تأشيرات أو أختامًا صادرة عن إسرائيل من الدخول إلى لبنان وقد يتعرضون للاعتقال أو الاحتجاز لمزيد من التفتيش. في عام 2008.
بعد تحرير الأراضي اللبنانية في عام ٢٠٠٠ شهد لبنان في عام ٢٠٠٦ اعتداء على أراضيه من قبل الكيان الصهيوني حيث حققت المقاومة الإسلامية في لبنان نصرا على الكيان الصهيوني وردعت الهجوم وأصبح الكيان يهاب مواجهة الشعب اللبناني بعد الخسارة التي شهدها في حرب تموز ٢٠٠٦ .
عند توقيع اتفاقيات ترسيم الحدود بين لبنان والكيان لم تعترف الدولة اللبنانية بما يسمى دولة الكيان بل نصت في شروطها عدم التعامل المباشر في توقيع المعاهدة وكانت بعض الدول الأوربية هي المسؤولة عن هذه الإتفاقية .
بالرغم من الحرب الهادئة أو الباردة بين الدولة اللبنانية و الكيان المحتل لدولة فلسطين حقق لبنان إنتصارا لتلك الحرب إلى عام ٢٠٢٣ ان كافة الأحزاب المقاومة في لبنان بالرغم من اختلافها مع بعض الأحزاب المسيحية التي توافق على التعامل مع الكيان المحتل تبقى الأحزاب المقاومة على موقفها ضد الكيان الصهيوني ولا تقبل السلطات اللبنانية أي تعامل سياسي أو دبلوماسي أو استقبال اي سائح يحمل جوازه الختم من هذا الكيان المحتل ويحولونه إلى التحقيق معه .

## التطبيع الفلسطيني الإسرائيلي منذ 1993م
وذلك من خلال اتفاقية أوسلو حيث كانت أول اتفاقية وجهاً لوجه بين حكومة إسرائيل ومنظمة التحرير الفلسطينية بقيادة ياسر عرفات، أسفرت إلى «عمليات نقل للسلطة والمسؤوليات» في قطاع غزة والضفة الغربية من إسرائيل إلى الفلسطينيين في منتصف التسعينيات. حقق الفلسطينيون الحكم الذاتي في المدن الكبرى في الضفة الغربية وقطاع غزة بأكمله في حين حافظت إسرائيل على وجودها في الضفة الغربية وما زالت تحتفظ به لأسباب أمنية. في عام 2013، كانت إسرائيل لا تزال تسيطر على 61٪ من الضفة الغربية، بينما كان الفلسطينيون يسيطرون على الوظائف المدنية لمعظم السكان الفلسطينيين. توقفت عملية السلام في النهاية. تضاعف عدد سكان المستوطنات تقريبا في الضفة الغربية. وأجريت مفاوضات بشأن الاتفاقية، وهي ثمرة مؤتمر مدريد لعام 1991 سراً في أوسلو-النرويج، واستضافها معهد فافو واكتملت في 20 آب / أغسطس 1993؛ تم التوقيع على اتفاقيات أوسلو رسميًا بعد ذلك في حفل عام في واشنطن العاصمة في 13 سبتمبر 1993، بحضور رئيس منظمة التحرير الفلسطينية ياسر عرفات ورئيس الوزراء الإسرائيلي إسحاق رابين والرئيس الأمريكي بيل كلينتون. الوثائق نفسها وقعها محمود عباس عن منظمة التحرير الفلسطينية ووزير الخارجية الإسرائيلي شمعون بيريز، ووزير الخارجية الأمريكي وارن كريستوفر للولايات المتحدة، ووزير الخارجية أندريه كوزيريف عن روسيا.
نص الاتفاق على إنشاء حكومة ذاتية فلسطينية مؤقتة المتمثلة بالسلطة الوطنية الفلسطينية. حيث تكون السلطة الفلسطينية مسؤولة عن إدارة الأراضي الخاضعة لسيطرتها. كما دعت الاتفاقات إلى انسحاب الجيش الإسرائيلي من أجزاء من قطاع غزة والضفة الغربية. وكان من المتوقع أن يستمر هذا الترتيب لفترة انتقالية مدتها خمس سنوات يتم خلالها التفاوض على اتفاقية دائمة (تبدأ في موعد لا يتجاوز مايو 1996). وستكون القضايا المتبقية مثل القدس واللاجئين الفلسطينيين والمستوطنات الإسرائيلية والأمن والحدود جزءًا من «مفاوضات الوضع النهائي» خلال هذه الفترة. وفي آب (أغسطس) 1993 توصل الوفدان إلى اتفاق، وقع عليه بيريز سرا أثناء زيارته لأوسلو. في رسائل الاعتراف المتبادل، اعترفت منظمة التحرير الفلسطينية بدولة إسرائيل وتعهدت بنبذ العنف، واعترفت إسرائيل بمنظمة التحرير الفلسطينية كممثل للشعب الفلسطيني وكشريك في المفاوضات. سُمح لياسر عرفات بالعودة إلى الأراضي الفلسطينية المحتلة. في عام 1995 أعقب اتفاقية أوسلو الأولى اتفاقية أوسلو الثانية. لم يعد أي منهما بدولة فلسطينية مستقلة متكاملة كما كانت من قبل.

## التطبيع الأردني الإسرائيلي منذ 1994م
وذلك من خلال معاهدة السلام بين إسرائيل والأردن أو كما  يشار إليها أحيانًا بمعاهدة وادي عربة،  وهي اتفاقية أنهيت فيها الحرب التي نشبت بين البلدين منذ الحرب العربية الإسرائيلية عام 1948 وأقامت علاقات دبلوماسية متبادلة، بالإضافة إلى إحلال السلام بين الأردن وإسرائيل، حلت المعاهدة أيضًا النزاعات على الأراضي والمياه، ونصّت على تعاون واسع في السياحة والتجارة، وألزمت كلا البلدين بمنع استخدام أراضيهما كنقطة انطلاق لضربات عسكرية من قبل دولة ثالثة. أقيم حفل التوقيع عند معبر عربة الحدودي الجنوبي في 26 أكتوبر 1994. وكان الأردن ثاني دولة عربية بعد مصر توقع اتفاقية سلام مع إسرائيل.

## التطبيع الإماراتي الإسرائيلي 2020 م
اتفاقية التطبيع بين دولة الإمارات العربية المتحدة وإسرائيل، أو كما يشار إليها رسميًا اتفاقية أبراهام للسلام: وهي معاهدة السلام والعلاقات الدبلوماسية والتطبيع الكامل بين الإمارات العربية المتحدة وإسرائيل، تم الاتفاق عليها مبدئيًا في بيان مشترك من قبل الولايات المتحدة. بين كل من إسرائيل ودولة الإمارات العربية المتحدة في 13 أغسطس 2020، يشار إليها رسميًا باسم اتفاقيات أبراهام. وهكذا أصبحت الإمارات العربية المتحدة ثالث دولة عربية بعد مصر في 1979 والأردن في 1994 توافق على تطبيع علاقتها رسميًا مع إسرائيل، وكذلك أول دولة خليجية تقوم بذلك. بالتزامن مع ذلك، وافقت إسرائيل على تعليق خطط ضم أجزاء من الضفة الغربية. أدى الاتفاق إلى تطبيع العلاقات الخارجية غير الرسمية ولكن القوية بين البلدين. وتم التوقيع على الاتفاقية في البيت الأبيض في 15 سبتمبر 2020. تمت الموافقة عليه بالإجماع من قبل مجلس الوزراء الإسرائيلي في 12 أكتوبر ، وصدق عليه الكنيست في 15 أكتوبر. صادق البرلمان والحكومة الإماراتية على الاتفاقية في 19 أكتوبر / تشرين الأول.
في 16 آب / أغسطس 2019، أدلى وزير الخارجية الإسرائيلي يسرائيل كاتس بتصريح علني بشأن التعاون العسكري مع الإمارات وسط تصاعد التوترات مع إيران. أيضًا في نفس اليوم، أنشأت الإمارات العربية المتحدة لأول مرة روابط هاتفية لإسرائيل من خلال إلغاء حظر الاتصال المباشر برمز الدولة +972 في إسرائيل. تمت أول رحلة تجارية مباشرة من إسرائيل إلى الإمارات العربية المتحدة في 31 أغسطس 2020  ودخلت أول سفينة تحمل بضائع من الإمارات العربية المتحدة إلى إسرائيل (فلسطين المحتلة) ميناء حيفا.

## التطبيع المغربي الإسرائيلي منذ 2020م
بموجب الاتفاقية التي أعلن عنها البيت الأبيض في البداية في 10 ديسمبر 2020، سيقيم المغرب علاقات دبلوماسية كاملة وعلاقات تجارية ويستأنف الاتصالات الرسمية مع إسرائيل، وستُجرى رحلات جوية مباشرة بين البلدين. اعترف المغرب رسميًا بإسرائيل في اتصاله برئيس الوزراء الإسرائيلي بنيامين نتنياهو. وبحسب كوشنر: «سوف يعيدون فتح مكاتب الاتصال الخاصة بهم في الرباط وتل أبيب على الفور بنيَة فتح سفارات». قال الوزير المنتدب محسن الجزولي بوزارة الشؤون الخارجية والتعاون الدولي المغربية إن «اليهودية جزء لا يتجزأ من الثقافة المغربية،» وأن التاريخ اليهودي«سيظهر في الكتب المدرسية وسيتم تدريسه قريبًا». سيرج بيردوغو، الأمين العام لمجلس الجاليات اليهودية في المغرب قال: إن قرار تدريس التاريخ والثقافة اليهودية في المدارس المغربية «أثرت كارثة تسونامي؛ [إنها] الأولى في العالم العربي».

## التطبيع السوداني الإسرائيلي منذ 2020م
اتفاقية التطبيع بين إسرائيل والسودان هي اتفاقية تم توقيعها في 23 أكتوبر / تشرين الأول 2020، حيث اتفقت إسرائيل والسودان على تطبيع العلاقات بينهما. ليس من الواضح ما إذا كانت الصفقة تؤسس علاقات دبلوماسية كاملة بين البلدين. وفقًا لتقرير أكسيوس في 10 مارس 2021، «بينما قدمت إسرائيل للسودان مسودة اتفاقية لإقامة علاقات دبلوماسية، يريد السودانيون مصادقة إدارة بايدن». جاء الاتفاق بعد اتفاق البحرين والولايات المتحدة. وقعت الإمارات العربية المتحدة مع إسرائيل في سبتمبر 2020. على عكس الأخيرين، أرسل السودان قوات للقتال ضد إسرائيل في الحروب العربية الإسرائيلية الكبرى واعتبر إسرائيل دولة معادية.
في 6 أبريل 2021، وافق مجلس الوزراء السوداني على مشروع قانون بإلغاء قانون 1958 الخاص بمقاطعة إسرائيل. ودخل القرار حيز التنفيذ بعد أن وافق عليه مجلس السيادة الانتقالي في جلسة مشتركة مع مجلس الوزراء.

## التطبيع البحريني الإسرائيلي منذ 2020
اتفاقية التطبيع بين البحرين والكيان الصهيوني، أو كما يُشار إليها اتفاقيات أبراهام رسميًا؛ إعلان السلام والتعاون والعلاقات الديبلوماسية والودية البناءة وهي اتفاقية لتطبيع العلاقات الدبلوماسية وغيرها بين البحرين وإسرائيل. تم الإعلان عن الاتفاقية من قبل الرئيس دونالد ترامب في 11 سبتمبر 2020 ، وتلاها بيان مشترك يشار إليه رسميًا باسم اتفاقيات أبراهام من قبل الولايات المتحدة وإسرائيل والإمارات العربية المتحدة (الإمارات العربية المتحدة) في 13 أغسطس، 2020. تم التوقيع عليه رسميًا في 15 سبتمبر 2020، في البيت الأبيض في واشنطن العاصمة، وجعل البحرين رابع دولة عربية تعترف بإسرائيل والثانية خلال شهر.

## التطبيع الإسرائيلي مع دول الخليج وشمال إفريقيا العربية (2017 إلى الوقت الحاضر)
ظهر التحالف العربي الإسرائيلي ضد إيران بحلول تشرين الثاني (نوفمبر) 2017 على خلفية دفء العلاقات بين إسرائيل ودول الخليج، وحظي باهتمام إعلامي واسع في ضوء مؤتمر وارسو في شباط / فبراير 2019. يتم التنسيق في ضوء المصالح الأمنية الإقليمية المتبادلة لإسرائيل والدول العربية السنية بقيادة المملكة العربية السعودية ومواجهتهما ضد المصالح الإيرانية في جميع أنحاء الشرق الأوسط، الصراع بين إيران وإسرائيل بالوكالة وإيران والمملكة العربية السعودية. الصراع بالوكالة؛ هي الدول العربية المشاركة في مجموعة التنسيق هي جوهر مجلس التعاون الخليجي. وتشمل تلك المملكة العربية السعودية والإمارات العربية المتحدة وسلطنة عمان. في عام 2018، قاد رئيس الوزراء الإسرائيلي بنيامين نتنياهو وفداً إلى عُمان والتقى بالسلطان قابوس وغيره من كبار المسؤولين العمانيين.
في شباط / فبراير 2020، التقى رئيس الوزراء الإسرائيلي بنيامين نتنياهو ورئيس مجلس السيادة السوداني عبد الفتاح البرهان في أوغندا، حيث اتفقا على تطبيع العلاقات بين البلدين. في وقت لاحق من ذلك الشهر، سُمح للطائرات الإسرائيلية بالتحليق فوق السودان. تبع ذلك اتفاق أبراهام الذي وقعته إسرائيل والإمارات في آب / أغسطس 2020، والذي أدى إلى تطبيع العلاقات بين البلدين. بالتزامن مع ذلك، وافقت إسرائيل على تعليق خطط ضم وادي الأردن. تبع اتفاق التطبيع هذا تأكيدًا رسميًا للاتفاقية مع السودان، وكذلك اتفاقيات أخرى مع البحرين والمغرب.

## سوريا
تشير العلاقات الإسرائيلية السورية إلى العلاقات الثنائية بين إسرائيل وسوريا. البلدان في حالة حرب منذ قيام دولة إسرائيل. خاضت البلدان ثلاث حروب كبرى، وهي حرب 1948 العربية الإسرائيلية، وحرب 1967، وحرب أكتوبر عام 1973، وشاركت لاحقًا أيضًا في الحرب الأهلية اللبنانية وحرب لبنان عام 1982 وكذلك حرب الاستنزاف. في أوقات أخرى كانت ترتيبات الهدنة سارية المفعول. لقد بذلت جهود بين الحين والآخر لتحقيق السلام بين دول الجوار دون نجاح. لم تعترف سوريا أبدًا بدولة إسرائيل ولا تقبل جوازات سفر إسرائيلية لدخولها إلى سوريا. كما اعتبرت إسرائيل سوريا دولة معادية وتحظر عمومًا على مواطنيها الذهاب إلى هناك. لم تكن هناك علاقات دبلوماسية بين البلدين منذ إنشاء البلدين في منتصف القرن العشرين.
لم تكن هناك فعليًا أي روابط اقتصادية أو ثقافية بين البلدين، وحركة محدودة للأشخاص عبر الحدود. تواصل سوريا مشاركتها النشطة في المقاطعة العربية لإسرائيل ويسمح كلا البلدين بتجارة محدودة من التفاح للقرى الدرزية في الجولان الواقعة على جانبي خط وقف إطلاق النار، وسوريا تزود بلدة مجدل شمس بالقرب من الحدود السورية بـ 10٪ من المياه كجزء من اتفاق. التي كانت مستمرة منذ الثمانينيات. توترت حالة السلام على خط وقف إطلاق النار خلال الحرب الأهلية السورية، التي بدأت في عام 2011.

## عُمان
العلاقات الإسرائيلية العمانية هي العلاقات الثنائية بين إسرائيل وسلطنة عُمان. تماشيًا مع موقف جامعة الدول العربية فيما يتعلق بإسرائيل، لا تعترف عُمان رسميًا بدولة إسرائيل وشاركت في مقاطعة إسرائيل خلال معظم القرن العشرين.
في عام 1994، أقامت علاقات تجارية غير رسمية معها، والتي توقفت في عام 2000. في عام 2018، قاد رئيس الوزراء الإسرائيلي بنيامين نتنياهو وفدًا إلى عمان والتقى بـالسلطان قابوس وغيره من كبار المسؤولين العمانيين. في فبراير 2019، قال وزير الخارجية العماني يوسف بن علوي، إن عمان لن تطبع علاقاتها مع إسرائيل حتى يتم إنشاء دولة فلسطينية ذات سيادة. في عام 2020، بعد وفاة السلطان قابوس، أثنى رئيس الوزراء الإسرائيلي على قابوس وقدم تعازيه. في حين ترحب سلطنة عمان بتطبيع المغرب مع إسرائيل لتصبح رابع دولة عربية ترحب بالتطبيع المغربي الإسرائيلي بعد مصر والإمارات والبحرين، حيث قالت وزارة الخارجية العمانية في بيان إن سلطنة عمان تتمنى أن يؤدي الإعلان الأخير عن الملك محمد السادس ملك المغرب إلى تعزيز الجهود الجارية من أجل «سلام شامل وعادل ودائم» في الشرق الأوسط.